# Sainte-Barbe (Mosella)
Sainte-Barbe è un comune francese di 726 abitanti situato nel dipartimento della Mosella nella regione del Grand Est.

## Società

### Evoluzione demografica
Abitanti censiti